# 王廣 (前秦)
王 広（おう こう、? - 392年）は、五胡十六国時代前秦の軍人。秦州休屠（匈奴の部族名）の出身。父は王擢。兄は王統。前秦・後秦に仕えた。

## 生涯
父の王擢は隴西一帯の実力者であり、仕えた各王朝から厚遇された。
354年11月、王擢は殺害の危険を恐れ、前涼から前秦に逃れ、尚書として仕えた。
王広も前秦に仕え、益州刺史に任じられた。
384年5月、東晋の梁州刺史楊亮が5万の兵を率いて、益州攻略にやってきた。前鋒として、巴西郡太守費統らに水陸3万の兵を与え、楊亮は巴郡に駐屯した。王広は巴西郡太守康回らに迎撃させた。
7月、王広は将軍王虯に3万の兵を率いさせ、危機にある長安の救援に向かわせた。
385年2月、王広は江陽郡太守李丕を益州刺史として成都を守らせた。益州の兵3万余を伴い、兄の秦州刺史王統がいる隴西に移った。
11月、王広は王統と共に皇帝苻丕に使いを送り、後秦を撃つことを請うた。苻丕は大いに悦び、王広を安西将軍・益州牧に、王統を鎮西大将軍・開府儀同三司・散騎常侍・秦州牧に任じた。
386年2月、王広は枹罕に拠る車騎大将軍毛興を攻めた。毛興は建節将軍衛平に1千7百の兵を与え、夜襲をかけて王広軍を大破した。
3月、王統は王広を救援し、毛興は嬰城に篭った。
4月、毛興は王広を襲撃して、これを破り、王広は秦州に敗走した。しかし、隴西鮮卑の匹蘭に捕らえられ、後秦の皇帝姚萇のもとに送られた。
392年3月、姚萇は病症にあり、皇太子姚興は征南将軍姚方成から「いまだ賊は滅びず、陛下は病症の身です。王統らは部曲を持ち、後の災いとなりましょう。これを除くべきです」との進言を受け、王広らを殺した。

## 人物・逸話
姚興らが王広らを殺したと聞くと、姚萇は「王統兄弟は州里を同じくする仲であり、怪しい意図など抱いてはいなかった。徐成らはかつての秦朝における名将であって、わしは天下が少しく定まったら任務を委ねようと考えていたのだ。どうしてこれらを誅して気落ちさせるのだ」と、怒って言った。

## 関連事項
- 前秦
- 後秦
- 東晋